# Lilltjärnen (Hammerdals socken, Jämtland, 705085-149050)
Lilltjärnen är en sjö i Strömsunds kommun i Jämtland och ingår i Indalsälvens huvudavrinningsområde.